# 黃美芬
黃美芬，中國廣東寶安縣人士，香港舞台劇演員、亞洲電視前女藝員。
黃美芬，1993年參加亞視螢幕傳奇創世紀新星大賽獲得最受觀眾歡迎奬, 繼而簽約成為亞洲電視藝員。在亞洲電視期間，她接拍了多部劇集，還曾與時事資訊節目《97會係點》中擔任主持及外景採訪工作，亦曾於下午的婦女資訊節目《下午T1T》擔任主持，曾為亞視之友會員，黃美芬較專注於資訊節目工作及舞台劇演出。近年轉做藝人經理人, 曾簽約藝人 BabyJohn 蔡瀚億。現時簽約藝人 Ben Yuen 袁富華。
她是亞洲電視女藝員之中少數從未效力過無線電視的人。
2016年1月，黃美芬與拍拖5年的男友朱浩棠結婚，於灣仔君悅酒店池畔餐廳異舉行結婚派對。

## 電視作品（亞洲電視）

### 1994年
- 《鳳凰傳説》飾 蔡美淇
- 《碧血青天珍珠旗》飾 胡四虎妻
- 《郎心如鐵》（又名《失落真心》）饰 正報記者

### 1995年
- 《九品芝麻官》 飾 馮家丫鬟
- 《新包青天》
  - 殺母狀元 飾 妓女
  - 殉情記 飾 楊二嫂
  - 俠骨神算 飾 宿雲薇
  - 三審狀元 飾 桃花
- 《精武門》 飾 昌嫂

### 1996年
- 《再見艷陽天》 飾 二姨太∕阮香凝
- 《殭屍道長II》 飾 美仙

### 1997年
- 《劍嘯江湖》 飾 溫艷容
- 《萬事勝意》 飾 電台記者
- 《肥貓正傳》 飾 阿蓮
- 《等著你回來》 飾 金仔
- 《國際刑警1997》之越南鬼蝶 飾 阿萍
- 《97變色龍》 飾 溫柔柔

### 1998年
- 《呆佬賀壽》 飾 周婉潤
- 《我和殭屍有個約會》 飾 小菁[3]

### 1999年
- 《縱橫四海》 飾 玫瑰
- 《肥貓正傳II》 飾 Jenny
- 《我和殭屍有個約會II》 飾 阮夢夢[3]

### 2000年
- 《電視風雲》 飾 芬女
- 《與狼共枕》 飾 Emily
- 《你想的愛》 飾 欣欣

### 2001年
- 《騷東坡》 飾 紀凝香
- 《非常好警》 飾 羅穎珊[4][5]

### 2002年
- 《親子情未了》 飾 媚
- 《法內情2002》 飾 聶小曼

### 2005年
- 《危險人物》之省港梟雄 飾 阿琴

### 2006年
- 《情陷夜中環2》 飾 Mary

## 電視作品（香港電台電視部）
- 《燃眉時刻》：團聚[6]

## 電影作品

### 1992年
- 《武狀元蘇乞兒》 飾 廣州將軍的小妾

### 1996年
- 《夢幻拍檔》

### 1998年
- 《人肉叉燒包II天誅地滅》
- 《對不起，隊冧你》

### 1999年
- 《玉蒲團四之雲雨山莊》
- 《生命揸fit人》（福音電影） 飾 Cat[7][8]
- 《玉蒲團之淫行無道》
- 《玉蒲團之陽物性教》
- 《1959某日某》 飾 跳舞飛女

### 2001年
- 《瘦身男女》

### 2002年
- 《飛虎雄師之中環茶室兇殺案》 飾 周太
- 《動物凶靈》

### 2004年
- 《大無謂》

### 2023年
- 《12日》

## 舞台劇作品
- 新域版《水滸傳之武松打蚊》，新域劇團主辦，導演李國威，1995年[9]
- 《好世界》，新域劇團主辦，導演李國威，編劇火火，2005年[10][11]
- 《糊塗居》，眾劇團主辦，導演蔡錫昌，2010年[12]
- 《在那遙遠的星球．一粒沙》，2011年
- 《哈姆雷特》，2012年
- 《彷彿在沙丘上跳舞》，2012年
- 《美國蝦》，2012年
- 《火之鳥劇場版－八百比丘尼》（重演），藝堅峰主辦，改編／導演陳永泉，2013年[13][14]
- 《伊狄帕斯王》，香港戲劇工程主辦，導演蔡錫昌，2013年[15]

## 教育節目
- 《哈姆雷特》演前導賞講演出暨演後討論（高中生藝術新體驗計畫），2012年

參考來源：